# Luna (keresztnév)
A Luna női név római mitológiai név, a görög Szeléné istennő római megfelelőjének a neve. A római mitológiában Luna a Hold istennője volt.
Jelentése: istennő a Hold.

## Gyakorisága
A Luna név a 2000-es években nem szerepel a 100 leggyakoribb női név között.

## Névnapok
Nincs hivatalos névnapja, a hivatalos naptárakban nem szerepel.

## Híres névviselők
- „Luna” utónevű személyek szócikkeinek listája a Wikidata alapján
- „Luna (Луна)” utónevű személyek szócikkeinek listája a Wikidata alapján

### Kitalált személyek
- Luna Lovegood, a Harry Potter-regények szereplője